# 天然橋

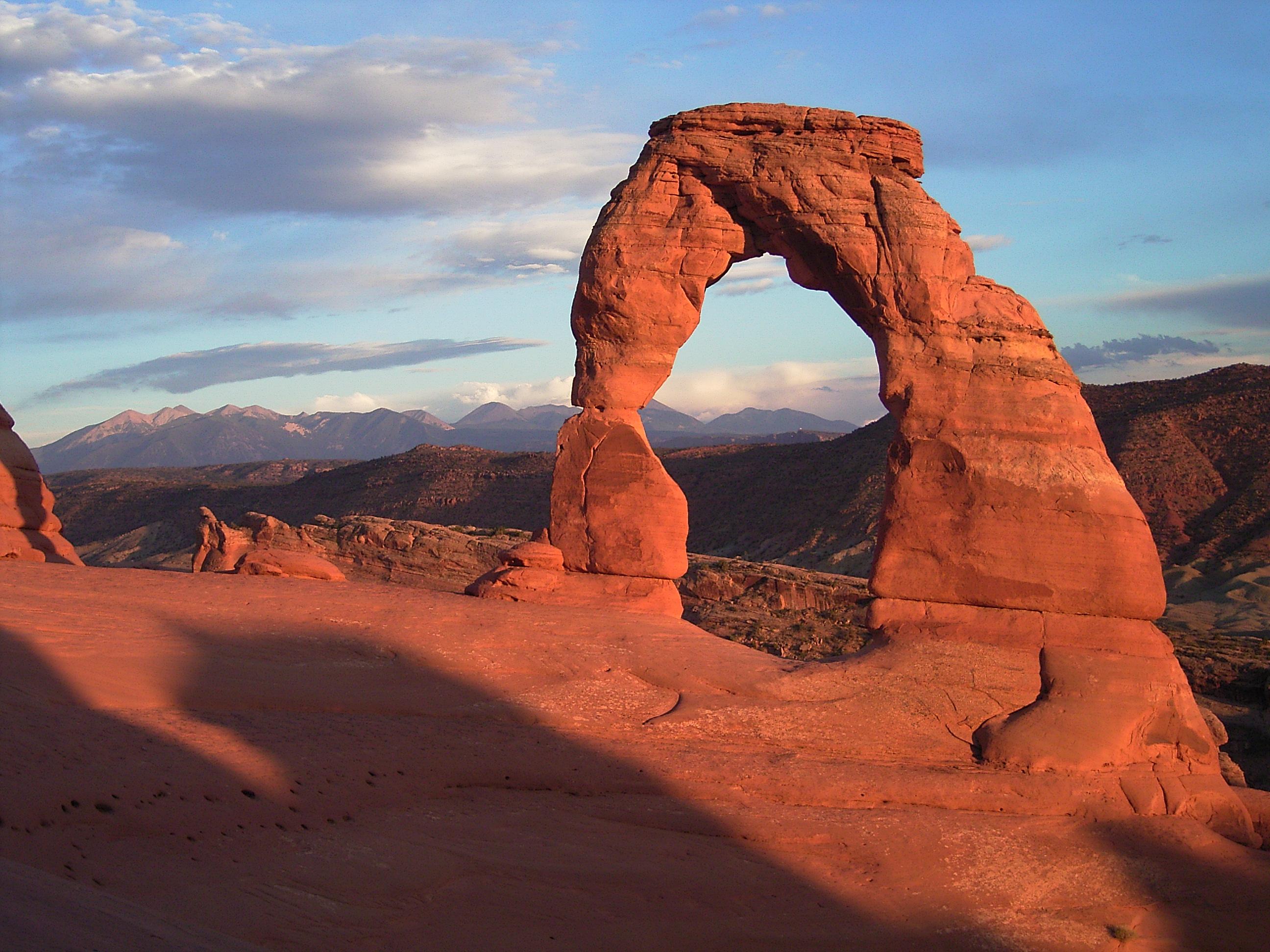
米国ユタ州アーチーズ国立公園のデリケート・アーチ

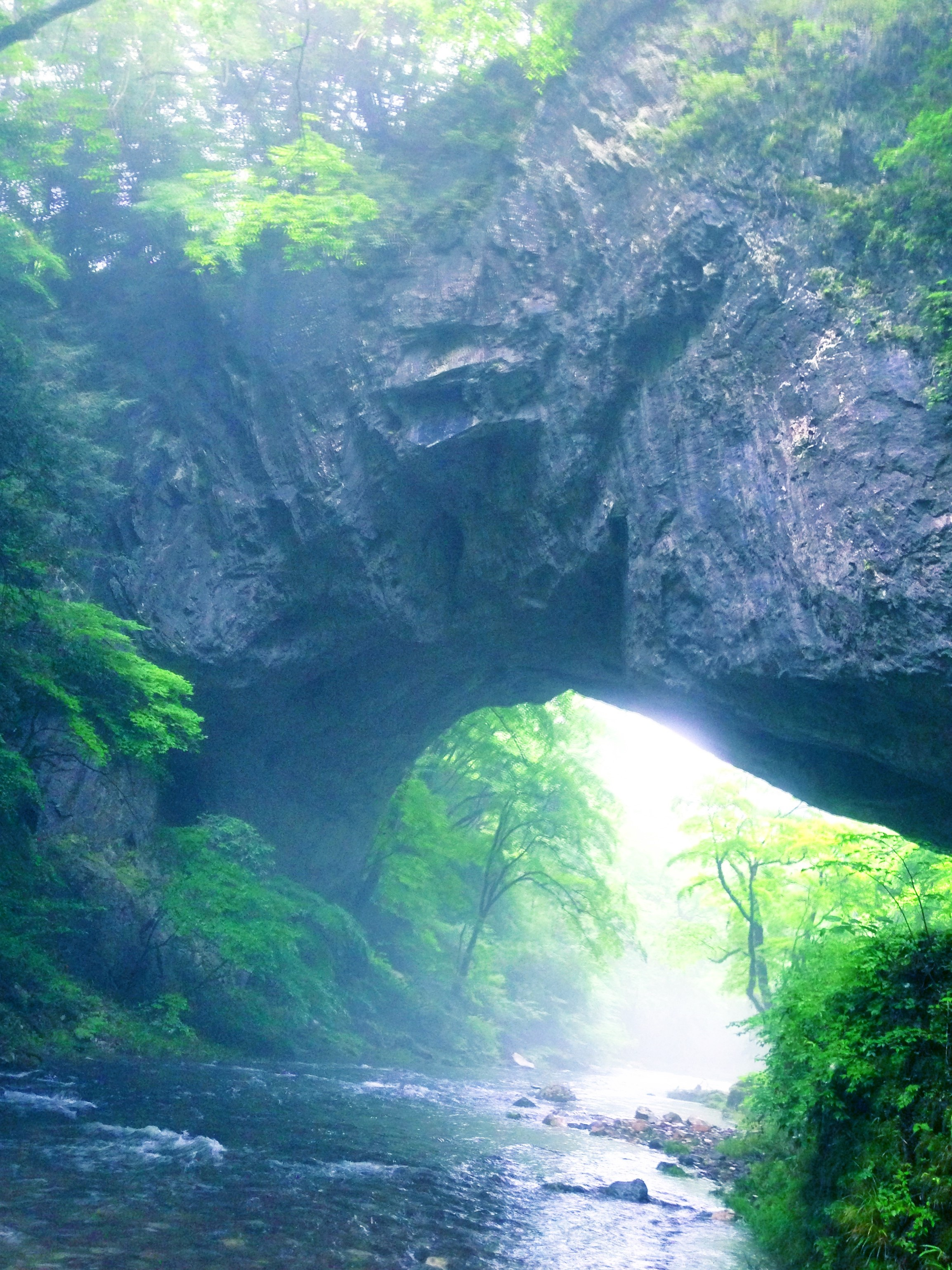
広島県帝釈峡の雄橋（下流方向より）

天然橋（てんねんきょう）は、累層の一種であり、岩石がアーチの形状をして下部が開いているものを指す。多くの場合、柔らかい地層の上に固い地層が重なっているような場所で形成され、橋としては細く、周囲が崖になっているような形状が侵食により形成される。侵食は海、河川、あるいは地表の風化によって起こる。これにより、岩石の強度の低い部位が「見つけ出さ」れる。

## 呼称
日本語では、天然橋と呼ばれるほか、門状のものは岩門や石門と呼ばれる。
英語では、"natural bridge" のほかに、"natural arch" とも呼ばれる。
米国天然橋協会 (The Natural Arch and Bridge Society) では、"natural bridge" は、"natural arch" の一種で、次の特性のうちのひとつ以上を備えるものであると定義している。
- 水流が開口の形成の主な要因であることが明らかであること
- 水流が開口を通って流れていること
- 人間によって、道路の一部を支える橋として用いられている（用いられていた）こと
- おおむね人間が作った橋の外観（例：アーチ状の開口部の上に水平な頂部がある）を備えていること

一方、"Dictionary of Geological Terms"（地質学用語辞典）では、"natural arch" のうち侵食でできた谷にかかるものを "natural bridge" であるとしている。

## 成因

### 海岸のもの

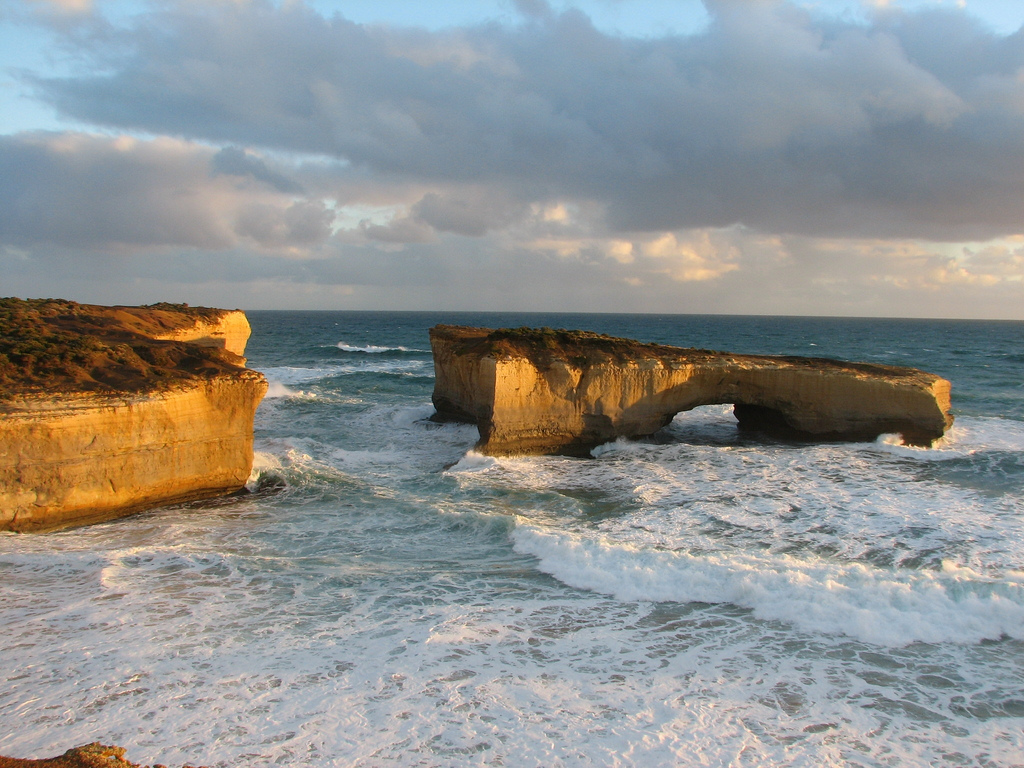
オーストラリア、ポートキャンベル国立公園のロンドンアーチ

海岸に見られる天然橋には地質学的に見て2種類がある。海岸線が不整 (discordant) な場合（岩石の帯の走る向きが海岸線と直交しているような場合）は海の波のエネルギーが柔らかい岩石を先に削るため、洞窟のような形状ができやすく、これが貫通することで天然橋となる。オーストラリアのポートキャンベル国立公園にあるロンドンアーチがその例である。海岸が地質学的に整合 (concordant) な場合は、固い層が侵食されたあとに柔らかい層が急速に侵食される。イギリス南部、ドーセットの世界遺産ジュラシック・コーストにあるダードル・ドアやラルウォース・コーブのステア・ホールが典型例である。ステア・ホールの浸食が進んで崩落した場合、そこは入り江の形状になると考えられる。

### 風化によるもの
海や河川による（つまり波や水流による）侵食ではなく、陸上で風化により形成される場合は以下のような過程を経る。
1. 大きな亀裂が広がり、砂岩の層が崩落する。
2. それにより露出した層に侵食が始まり、亀裂が広がる。砂岩の層の薄く広がる部分が分離する。
3. 年間の温度変化や結氷が繰り替えられることで、小さな穴が砂岩の層に生じる。
4. 小さな穴が落石や風化で大きくなることで、橋の形状になる。橋の根本にあたる部分も、時間の経過により侵食され、いずれ橋は崩落する[5]。

これらは米国ユタ州のアーチーズ国立公園やレインボーブリッジ国定公園で多く見ることができる。

### 河川や雨の侵食によるもの

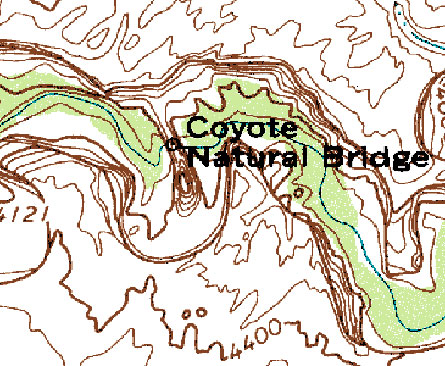
米国ユタ州のエスカランテ川の支流であるコヨーテ峡谷に見られる、天然橋の位置を示す地形図。川の蛇行する所で水流が崖をうがち、天然橋を形成している場所が示されている。つまり、かつては現在よりも水位が高かったと考えられている。

水流が穴をうがつことで、橋と似た形状になることがある。くぼ地から流れる水流が化学的な作用を及ぼして深い穴をあけ、それが地層を貫通することで橋の形になる。
米国ユタ州のナチュラルブリッジ国定公園にその例が見られる。日本では、広島県の東城町にある雄橋が、川の水による侵食によってできた天然橋である。

### 鍾乳洞の侵食によるもの

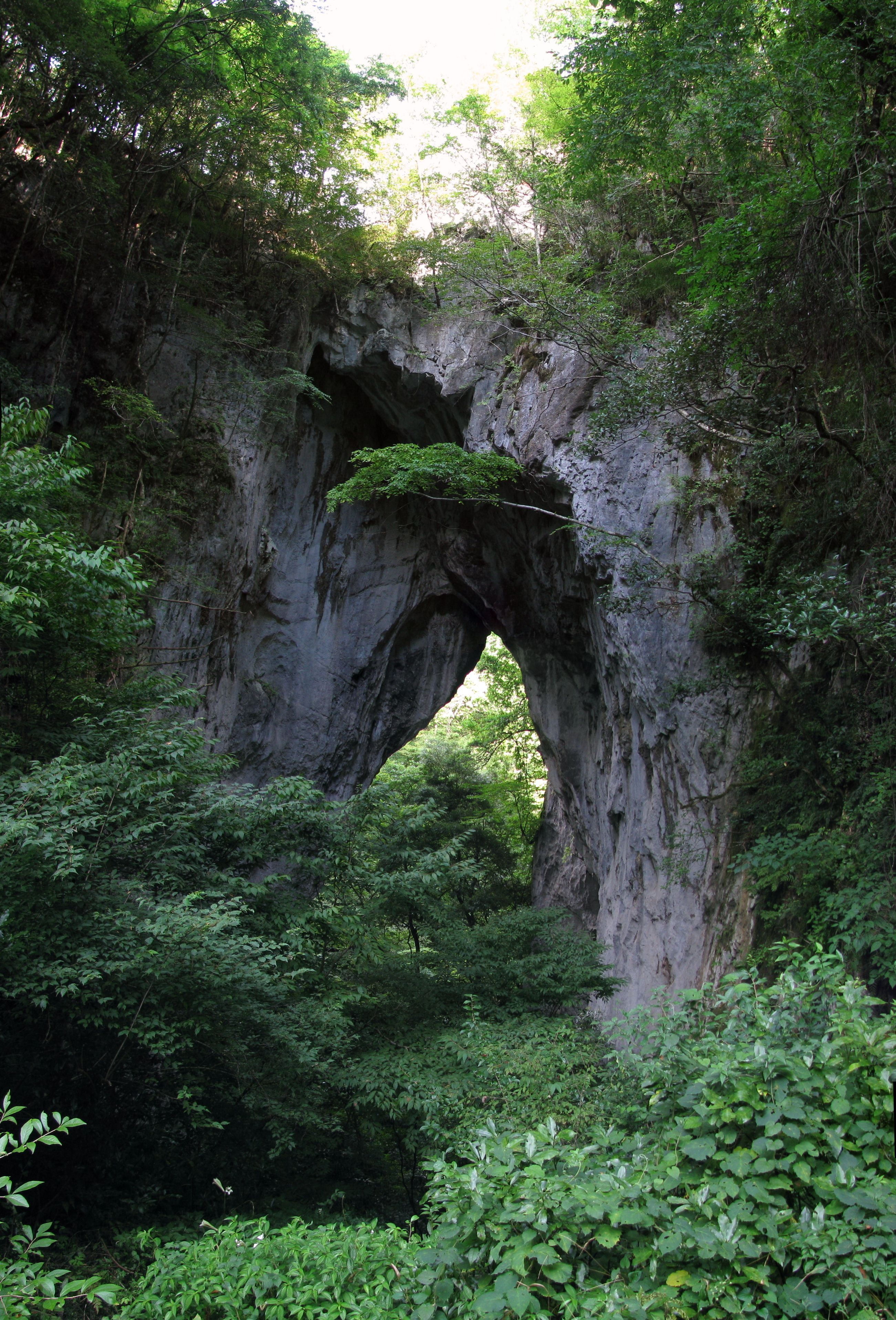
岡山県阿哲台の羅生門

鍾乳洞の侵食によっても天然橋が形成される。これは複数のドリーネの浸食が進んで結合することによる。
日本では岡山県新見市にある羅生門がこのようにして形成されたものである。
いずれの場合でも、天然橋においては侵食作用が継続中であり、その結果としていずれ崩落あるいは消失する。前出のロンドンアーチはかつて二重の橋になっていたが、荒天により一方が崩落した。

## 交通に利用される例
一部の天然橋では、その上に道路が敷設されて実際に橋として利用されている。米国ケンタッキー州には、2つの例がみられる。一つはカーターケーブズ州立公園で、石灰岩の天然橋の上に舗装道路が通っている。もう一つはナチュラル・ブリッジ州立公園で、風化でできた砂岩の天然橋の上に未舗装の道路が通っており、ホワイツ・ブランチ・アーチとも呼ばれている。この上を通る道路はナロー・ロードと呼ばれている。
また、ルーマニアのポノアレレ村 (Ponoarele) には、長さ 60m (空中部 9m)、幅 13m、厚さ 4m、高さ 20m の、Podul lui Dumnezeu (神の橋) と呼ばれる天然橋がある。実用的に利用されている天然橋の一例だが、現在は保存のために補強工事を行うとともに、交通は橋を迂回する措置がとられている（2011年7月現在）。
日本の広島県庄原市の雄橋も、昭和初期まで生活道路として利用されていた。

## 著名な天然橋

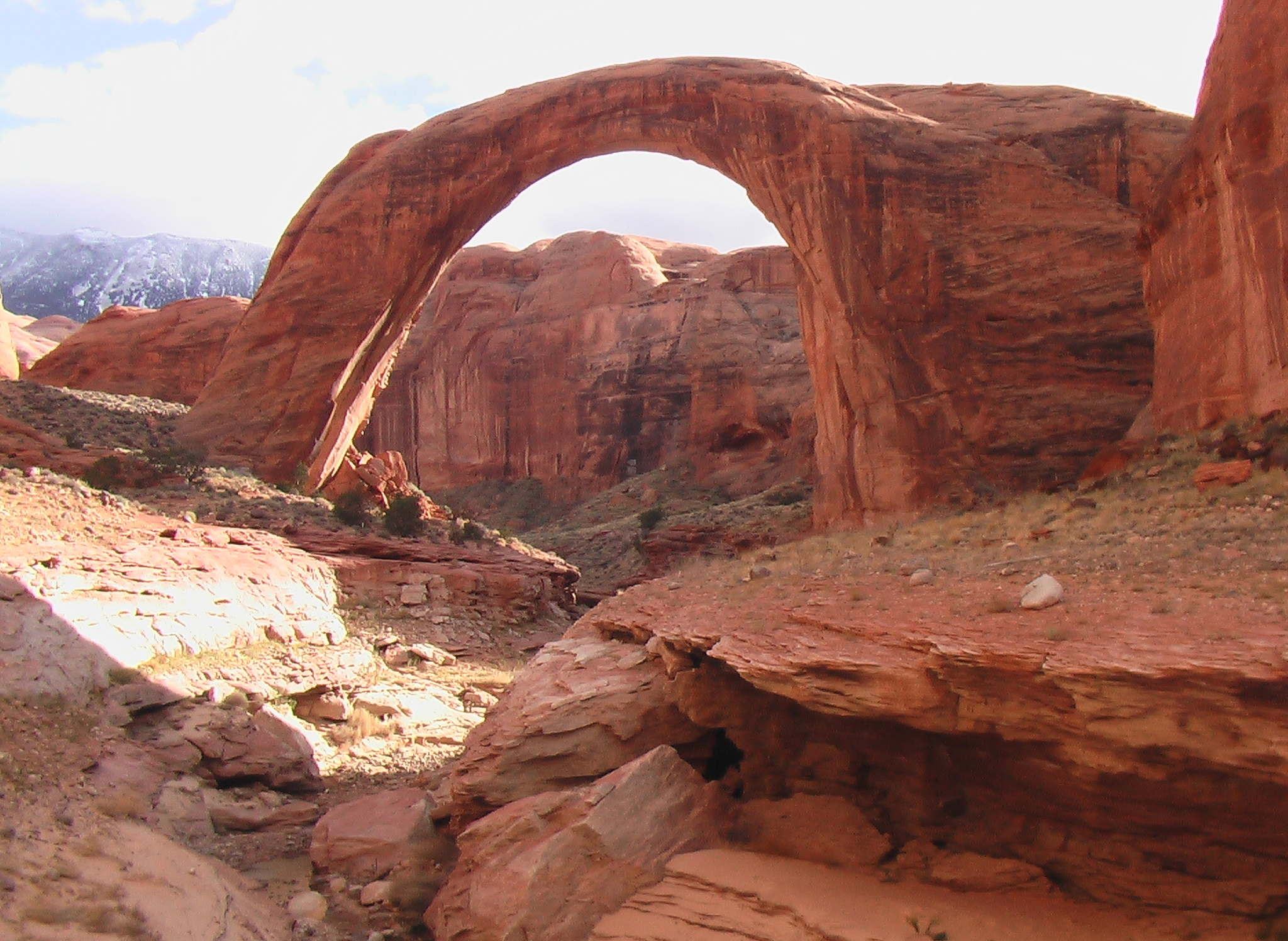
レインボーブリッジ国定公園（米国ユタ州）

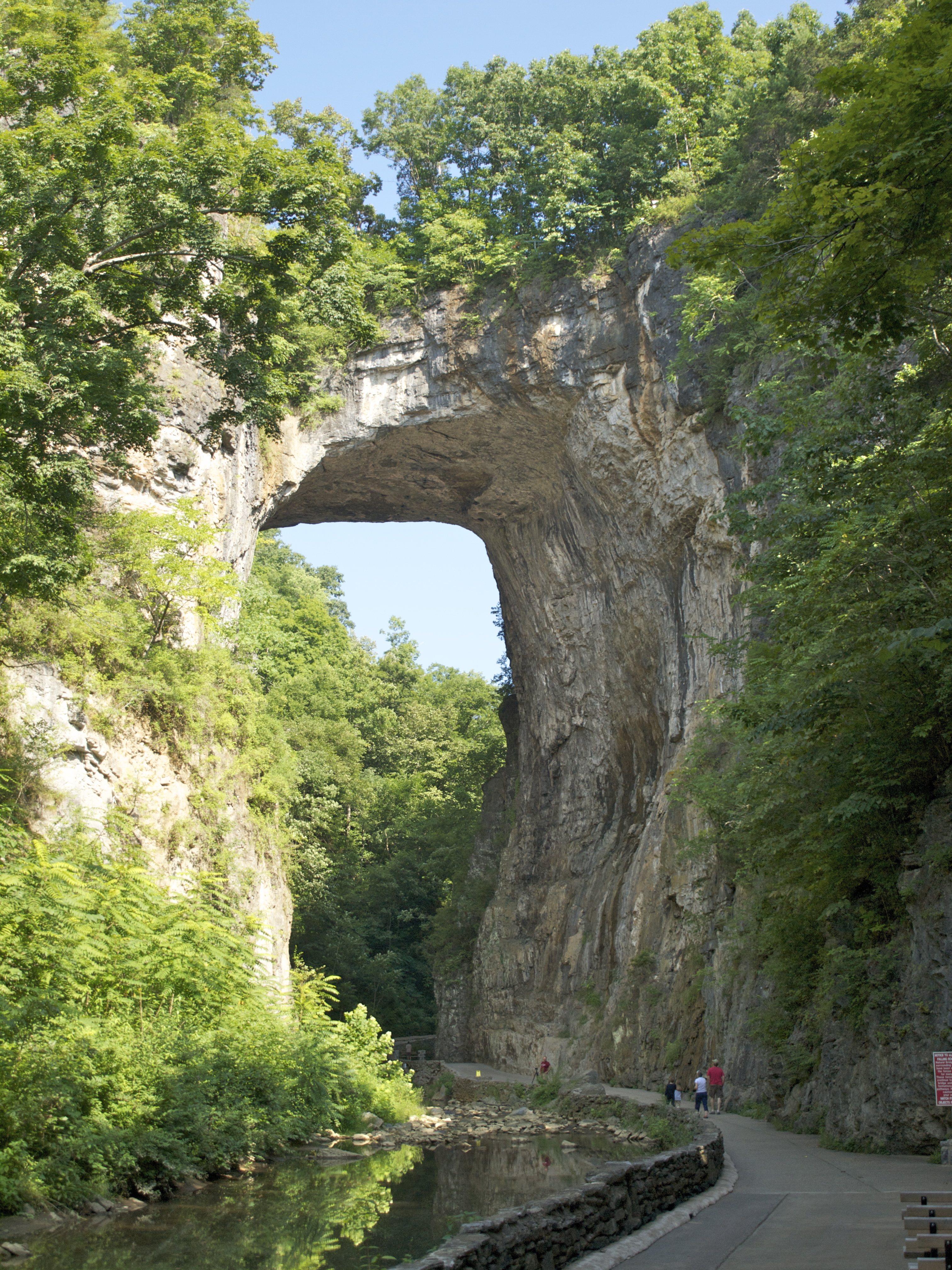
Natural Bridge（米国バージニア州）

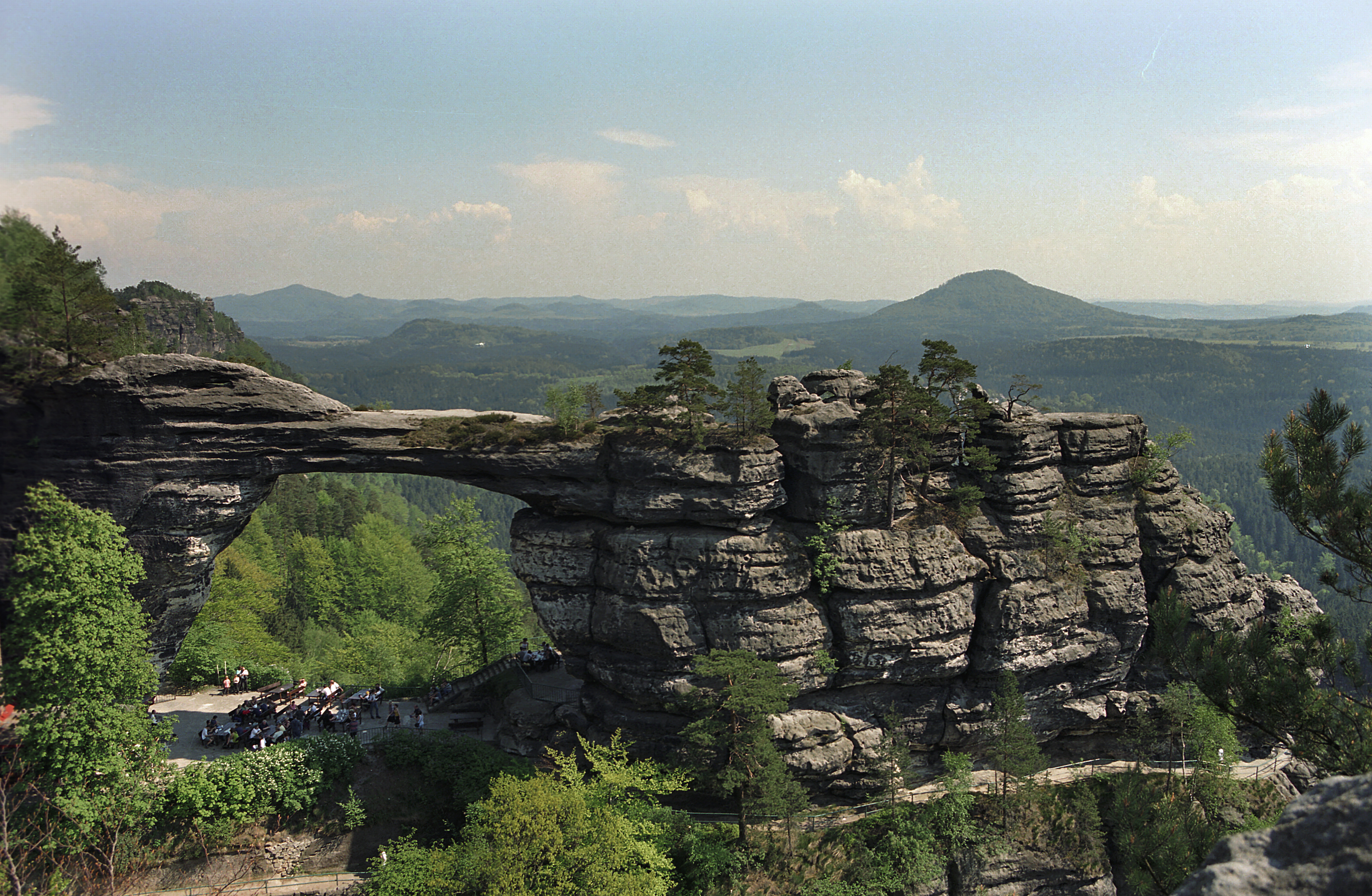
プレビッシュトアー（チェコ）

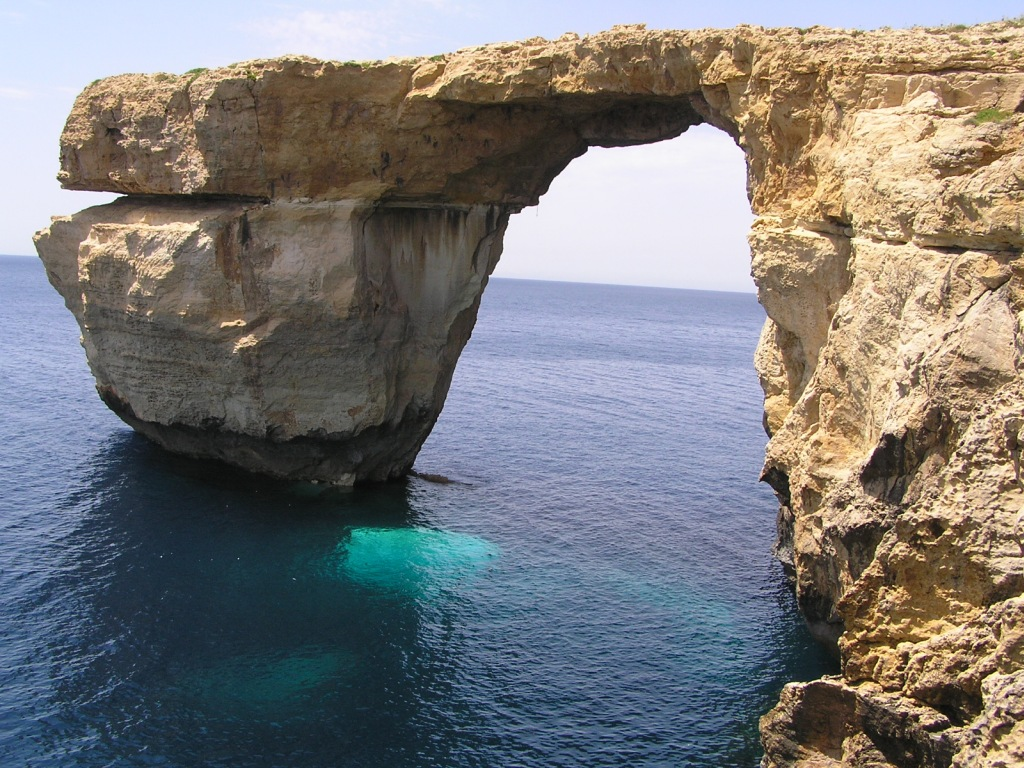
Azure Window（マルタ）

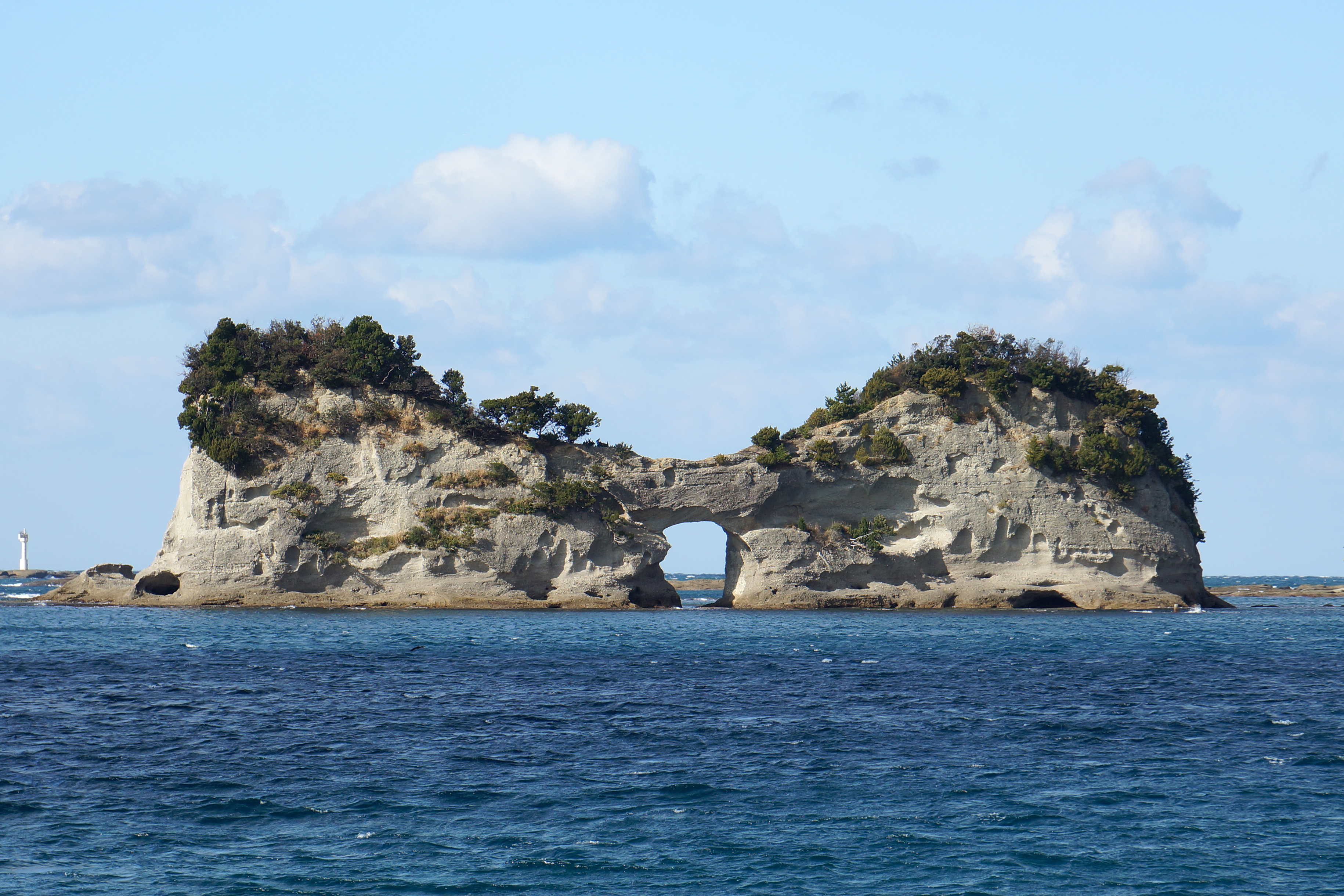
円月島（和歌山県白浜町）

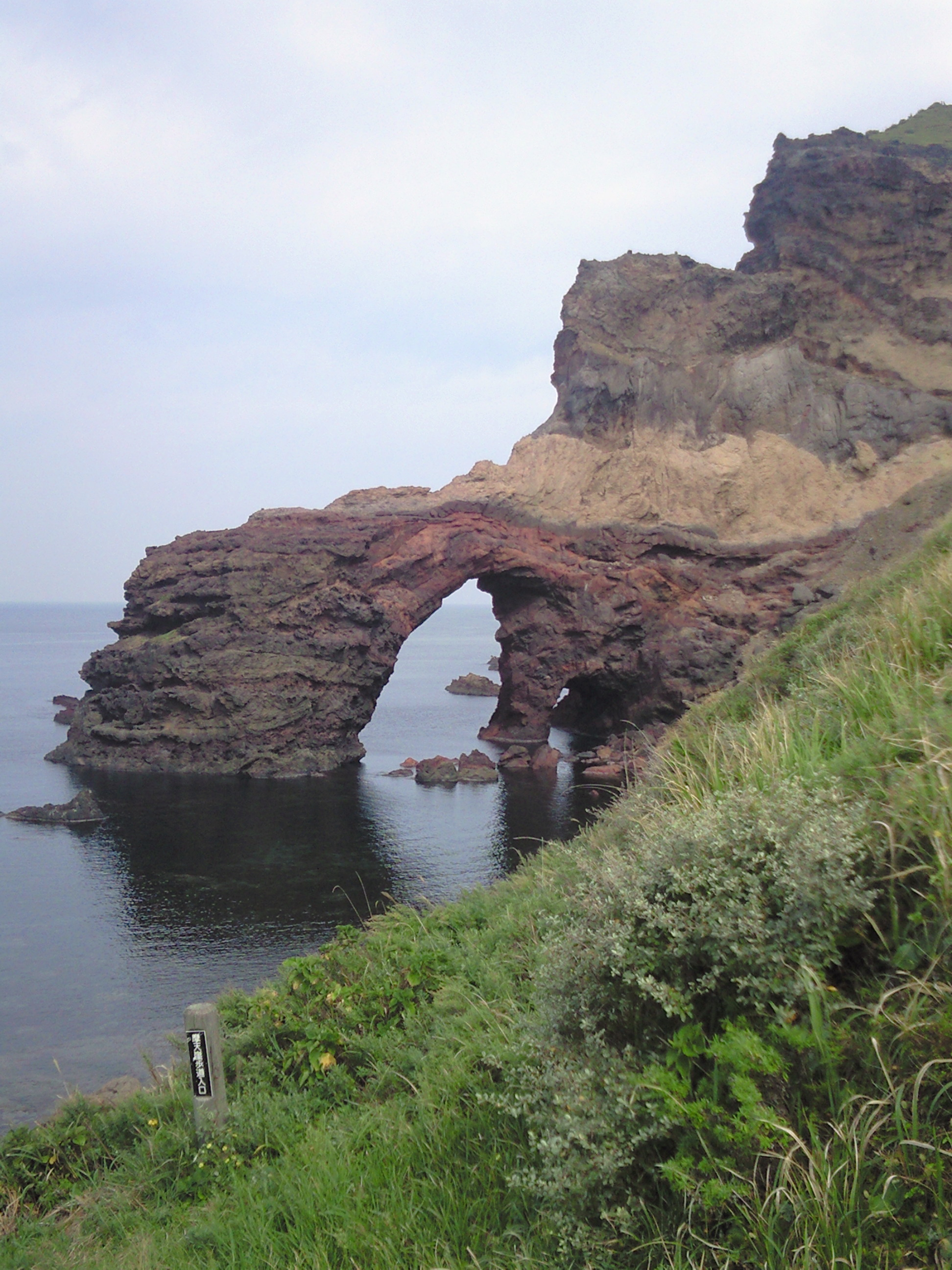
通天橋（島根県西ノ島町）

### アメリカ
- アメリカ合衆国
  -  Natural Bridge（アラバマ州）
  -  Tonto Natural Bridge（アリゾナ州）
  -  Anacapa Island、チャネル諸島国立公園（カリフォルニア州）
  -  Goat Rock Beach（カリフォルニア州）
  -  Natural Bridges State Beach（カリフォルニア州）
  -  Rattlesnake Canyon（コロラド州）
  -  Arch Creek（フロリダ州）
  -  ホレイ・シーアーチ（ハワイ州）
  -  Creelsboro Natural Bridge（ケンタッキー州）
  -  Natural Bridge State Resort Park（ケンタッキー州）
  -  Natural Bridge State Park（マサチューセッツ州）
  -  Sewanee Natural Bridge（テネシー州）
  -  Natural Bridge Caverns（テキサス州）
  -  アーチーズ国立公園（ユタ州）
  -  ブライスキャニオン国立公園（ユタ州）
  -  レインボーブリッジ国定公園（ユタ州）
  -  Grosvenor Arch（ユタ州）
  -  Kolob Arch（ユタ州）
  -  Natural Bridges National Monument（ユタ州）
  -  ナチュラル・ブリッジ（英語版）（バージニア州）
  -  Ayres Natural Bridge Park（ワイオミング州）
- その他
  -  ペルセ岩（カナダケベック州）
  -  El Arco de Cabo San Lucas（メキシコ）
  -  Parque Nacional de Sete Cidades（ブラジル）

### ヨーロッパ
- イギリス
  -  Llanrhaeadr-ym-Mochnant（ウェールズ）
  -  ダードル・ドア（英語版）（ドーセット、ジュラシック・コースト）
  -  ステア・ホール（英語版）（ドーセット、ジュラシック・コースト、ラルウォース・コーブ（英語版））
- その他
  -  プレビッシュトアー（英語版）（チェコ）
  -  エトルタ（フランス）
  -  Pont d'Arc（フランス）
  -  アズール・ウィンドウ（マルタ、ゴゾ島） - 2017年に崩壊
  -  Podul lui Dumnezeu（ルーマニア、メヘディンチ県ポノアレレ（英語版））
  -  Castell de Castells（スペイン）

### アジア・オセアニア
- 日本
  -  北石橋（宮城県仙台市 蔵王国定公園二口峡谷）[2]
  -  大棧橋（秋田県男鹿市 男鹿国定公園）[2]
  -  円月島（和歌山県白浜町）
  -  羅生門（岡山県新見市 国の天然記念物）[2]
  -  雄橋（広島県庄原市 国の天然記念物[10]）[2]
  -  千貫松島（鳥取県岩美郡岩美町）
  -  通天橋（島根県隠岐郡西ノ島町 国賀海岸）[2]
  -  川辺の天然橋（鹿児島県南九州市上山田柿房虚空蔵獄、鹿児島県指定天然記念物）[2]
- インド
  -  Natural Arch（インド、ティルマラ）
  -  Punarjani Guha - natural tunnel（インド）
  -  Rock Bridge of Gulanchwadi, Narayangaon （インド、マハーラーシュトラ州）[11]
- その他
  -  Hazarchishma Natural Bridge（アフガニスタン、バーミヤーン）
  -  Shipton's Arch（中国、新疆ウイグル自治区）
  -  Rainbow Cave（イスラエル、ガリラヤ）
  -  Jebel Kharaz（ヨルダン）
  -  スプリングブルック国立公園（オーストラリア、クイーンズランド州）
  -  ロンドンアーチ（英語版）、ポートキャンベル国立公園（オーストラリア、ビクトリア州）

### アフリカ
- タッシリ・ナジェール（アルジェリアの国立公園）
- Tukuyu（タンザニア）